# 一色貞輝
一色 貞輝（いっしき さだてる、1935年〈昭和10年〉9月1日 - 2011年〈平成23年〉8月29日）は、昭和から平成時代の政治家。実業家。大阪府豊中市長 (第19代・20代)。位階は従五位。旭日中綬章受章。

## 略歴・人物
大阪府出身。1954年（昭和29年）大阪府立桜塚高等学校卒業。1959年（昭和34年）甲南大学経済学部卒業。
1958年（昭和33年）住友商事入社。1968年（昭和43年）摂津米穀取締役、1975年（昭和50年）社長を経て、1983年（昭和58年）第10回統一地方選挙に立候補し大阪府議会議員に初当選、以降4選。
1998年（平成10年）豊中市長に当選。2期8年務めた。
2006年秋の叙勲で旭日中綬章を受章。
2011年（平成23年）8月29日、悪性リンパ腫のため死去、享年75。死没日をもって従五位に叙される。